# Río Jamari
El río Jamari  es un río amazónico brasileño, un afluente del río Madeira, que discurre íntegramente por el estado de Rondônia. Tiene una longitud de 400 km.

## Geografía
El río Jamari nace en la sierra Pacaás Novos, en el parque nacional Pacaás Novos, en la parte central del estado de Rondônia. Discurre en dirección norte, atravesando las localidades de Seringal Jaboti y Ariquemes, donde recibe el río Canaã. En el tramo final discurre paralelo, por la izquierda, a la rodovía Cuiabá-Porto Velho, BR-364, en un tramo donde recibe los ríos Maçangana y Preto do Crespo.
Baña en este último tramo las localidades de Caritianas e Itapuã do Oeste. En el curso bajo el río se haya represado, por la construcción reciente de una central eléctrica en Samuel. Ya casi en la desembocadura, tras la presa, recibe su principal afluente, el río Candeias. Tras dejar atrás la localidad de Aliança, el río desemboca en un tramo navegable del río Madeira, aguas abajo de Porto Velho.
En el Madeira desemboca entre el río Jaciparaná y el río Ji-Paraná.

## Central hidroeléctrica de Samuel
La central hidroeléctrica de Samuel fue construida en la antigua cachoeira Samuel, entre los años 1982-96, en el municipio de Candeias do Jamari. Tiene una potencia instalada de 216,0 MW, un volumen embalsado de 4.528 hm³ y un área cubierta de 645 km². Dado que no tiene una cuenca marcada, fue necesario construir un largo dique entre ambas riberas para formar el lago, llamado ahora lago Samuel, de más de 75 km de longitud, que forma la presa.